# クリア民会
クリア民会（ラテン語: Comitia Curiata）とは、古代ローマにおける民会の一つ。クリア会などとも訳出される。
最も古い民会と考えられ、男たちの集まり（co-viria）が語源と思われる「クリア」単位で決議した。王政ローマ時代、新しい王に対し、クリア民会が承認する形式があったと考えられており、クリア民会の決議（Lex curiata de imperio）によって王のインペリウム（指揮権）が承認され、新しい王への忠誠を誓ったものと思われる。
共和政後期にはその権限はかなり小さくなっていたが、高位政務官へのインペリウム付与をになっていたと考えられ、30あるクリアを、それぞれ一人のリクトルが代表して票決を行っていた。このように非常に形式的なものとなってはいたが、アッピウス・クラウディウス・プルケル (紀元前54年の執政官)がクリア民会での決議が得られず、ねつ造しようとした事件も起こっている。
クリア民会はインペリウムを付与していたのではなく、選出された政務官に対し、形式的な完全性を付与していたのではないかとする説もある。